# Johann Heinrich Zorn
Johann Heinrich Zorn (* 2. April 1698 in Bieswang; † 15. August 1748 in Büttelbronn) war ein deutscher evangelischer Theologe und Ornithologe.

## Leben und Wirken
Johann Heinrich Zorn wurde 1698 in Bieswang bei Pappenheim als Sohn eines evangelischen Pfarrers geboren. Er studierte Philosophie in Altdorf (1716) und Jena (1717). Ab 1723 war er Vikar in seinem Geburtsort Bieswang. Er wurde Prediger in Dietfurt und Schambach sowie Senior des Kapitels in Pappenheim.
Zorn spielte eine bedeutende Rolle bei der Verbreitung der Ornithologie im deutschsprachigen Raum. Er beobachtete den Zusammenhang zwischen den Farben des Gefieders und der Eier mit der Tarnung vor Fressfeinden. Er war auf Nestbau, die Organe sowie den Vogelzug fokussiert und berechnete den Wachstum der Vogelpopulationen mithilfe mathematischer Methoden. Sein wissenschaftliches Hauptwerk ist die 1300 Seiten lange Petino-theologie an der von 1742 bis 1743 arbeitete. Zorn war beeinflusst von der Arbeit Ferdinand Adam von Pernau. Er machte in seinen Werken oft einen religiösen Bezug. So schrieb er beispielsweise, dass Zugvögel eine moralische Lektion darin erhielten, dass ihnen die Erde nicht für immer gehörte und dass man Gottes Werk tun muss, während man hier ist.
Zorn verstarb 1748 in Büttelbronn bei Langenaltheim im Alter von 50 Jahren.

## Schriften (Auswahl)
- Commentatio physico-theologica succincta, de pennis atque plumis avium, existentiae Dei testibus (1745)
- Gedancken von dem Wachsthum der Seligen am Erkentnis (1746)
- Petinotheologie, oder Versuch, die Menschen durch nähere Betrachtung er Vögel zur Bewunderung, Liebe un Verehrung ihres mächtigsten, weissest- und gütigsten Schöpfers aufzumuntern (1743)
- Physicalisch und theologische Gedanken, über die Mäuse-Plage, welche 1742. in Teutschland die Fränkischen, Schwäbischen un Rheinischen Creysse, sonderlich aber die Gegenden an der Alt-Mühl betroffen (1742)
- Zufällige Gedancken über 5. B. Mos. 4, 6. Von der Weißheit und Klugheit, so sich bey denen findet, welche die heilige Schrift gebrauchen, und gebrauchen dürfen, als einem Beweiß der Göttlichkeit derselben von aussen her (1737)